# Stanija Maletić
Stanija Maletić est une ancienne joueuse de volley-ball serbe née le 7 mai 1980 à Valjevo. Elle mesure 1,83 m et jouait au poste de centrale. 

## Clubs
| Club                    | De        | À         |
| ----------------------- | --------- | --------- |
| Postar 064 Belgrade     | 2000-2001 | 2008-2009 |
| CS Ştiinţa Bacău        | 2008-2009 | 2008-2009 |
| CV 2004 Tomis Constanţa | 2009-2010 | 2009-2010 |
| CSU Târgu Mureș         | 2010-2011 | 2010-2011 |
| SCM Craiova             | 2011-2012 | 2011-2012 |
| SVS Post Schwechat      | 2012-2013 | 2012-2013 |
| CSM Târgoviște          | 2013-2014 | 2014-2015 |

## Palmarès
- Championnat de Serbie
  - Vainqueur : 2006, 2007, 2008.
- Coupe de Serbie
  - Vainqueur : 2004, 2005, 2006, 2007, 2008.
- Championnat de Roumanie
  - Finaliste : 2010, 2015.
- Coupe de Roumanie
  - Finaliste : 2010.
- Championnat d'Autriche
  - Vainqueur : 2013.